# Episodi di Kinnikuman
Questa è la lista degli episodi dell'anime Kinnikuman.
La prima serie, Kinnikuman, è stata diretta da Yasuo Yamayoshi, Takenori Kawada e Tetsuo Imazawa e prodotta dallo studio Toei Animation. È andata in onda per un totale di 137 episodi dal 3 aprile 1983 al 1º ottobre 1986 sui canali giapponesi NTV e Animax. La seconda stagione di 46 episodi, Kinnikuman: Kinniku-sei ōi sōdatsu-hen, è stata diretta da Atsutoshi Umezawa ed è stata trasmessa dal 6 ottobre 1991 al 27 settembre 1992.
Il 16 marzo 2023 è stato annunciato un nuovo anime per celebrare il 40° anniversario della serie televisiva originale. In seguito è stato confermato che si tratta di una serie televisiva, intitolata Kinnikuman Perfect Origin Arc (キン肉マン 完璧超人始祖編?, Kinnikuman kanpeki chōjin shiso-hen), basata sull'omonimo arco narrativo del manga del 2011, prodotta da Production I.G e diretta da Akira Sato, con Makoto Fukami responsabile della sceneggiatura, Hirotaka Marufuji che cura il character design e Yasuharu Takanashi che compone la colonna sonora. È stata trasmessa dal 7 luglio al 22 settembre 2024 nel blocco di programmazione Agaru Anime di CBC e TBS, mentre Netflix ha concesso la licenza per lo streaming settimanale in tutto il mondo a partire dall'8 luglio dello stesso anno. In Italia è stata pubblicata anche sul canale Anime Generation di Prime Video. Dopo l'episodio finale della prima stagione, è stata annunciata una seconda stagione, che è stata trasmessa nello stesso blocco di programmazione dal 12 gennaio al 30 marzo 2025. Nell'agosto 2025 è stata annunciata la terza stagione.

## Lista episodi

### Kinnikuman

#### Prima stagione (1983-1984)
| Nº | Giapponese 「Kanji」 - Rōmaji | In onda           | In onda |
| Nº | Giapponese 「Kanji」 - Rōmaji | Giapponese        |         |
| 1  | 「キン肉星からの使者の巻」 - Kinniku-sei kara no shisha no maki「アメリカからきた男の巻」 - Amerika kara kita otoko no maki              | 3 aprile 1983     |         |
| 2  | 「標的はネッシー！の巻」 - Hyouteki wa neshii! No maki「キン肉星を救え！の巻」 - Kinniku-sei wo sukue! No maki                           | 10 aprile 1983    |         |
| 3  | 「宇宙怪獣襲来の巻」 - Uchuu kaijuu shuurai no maki「キン肉マン大ハッスルの巻」 - Kinnikuman dai hassuru no maki                         | 17 aprile 1983    |         |
| 4  | 「翔んでるナツコの巻」 - Tonderu Natsuko no maki「アルバイトはつらいよの巻」 - Arubaito wa tsurai yo no maki                             | 24 aprile 1983    |         |
| 5  | 「キン骨マンと骨肉の争いの巻」 - Kinkotsuman to kouniku no orasoi no maki「キン肉マン失恋の巻」 - Kinnikuman shitsuren no maki           | 1º maggio 1983    |         |
| 6  | 「モテモテ！？キン肉マンの巻」 - Motemote!? Kinnikuman no maki「日本代表になりたいの巻」 - Nippon daihyou ni nari tai no maki            | 8 maggio 1983     |         |
| 7  | 「ヒーローオリンピックの巻」 - Hiiro orinpikku no maki「キン骨マンのワナの巻」 - Kinkotsuman no wana no maki                             | 15 maggio 1983    |         |
| 8  | 「宇宙マラソンの巻」 - Uchuu marason no maki「決戦バトルロイヤルの巻」 - Kessen batoru roiyaru no maki                                   | 22 maggio 1983    |         |
| 9  | 「ナツコ巨人になるの巻」 - Natsuko kyojin ni naru no maki「かくされた秘密の巻」 - Kakusa reta himitsu no maki                            | 29 maggio 1983    |         |
| 10 | 「ゴング決勝トーナメントの巻」 - Gongu kesshou toonamento no maki「危うしテリーマンの巻」 - Ayaushi Teriiman no maki                     | 5 giugno 1983     |         |
| 11 | 「大逆転の巻」 - Dai gyakuten no maki「氷上デスマッチの巻」 - Hishou desumatchi no maki                                                  | 12 giugno 1983    |         |
| 12 | 「死のキャメルクラッチの巻」 - Shi no Kyameru Kuratchi no maki「見よ！この西部魂の巻」 - Miyo! Ko no seibu tamashii no maki              | 19 giugno 1983    |         |
| 13 | 「テリーマン悪魔に変身の巻」 - Teriiman akuma ni henshin no maki「必殺ボストンクラブの巻」 - Hissatsu Bosuton Kurabu no maki             | 26 giugno 1983    |         |
| 14 | 「ザンギャク星人現る！の巻」 - Zangyaku seijin ganzuru! No maki「キン肉マン・決勝進出の巻」 - Kinnikuman - Kesshou shinshuu no maki      | 3 luglio 1983     |         |
| 15 | 「雪山秘密特訓の巻」 - Yuki yama himitsu tokkun no maki「ラーメンマン大暴れの巻」 - Ramenman dai abare no maki                           | 10 luglio 1983    |         |
| 16 | 「行くぞ！戦闘スタイルの巻」 - Ikuzo! Sentou sutairu no maki「出た！人間ロケットの巻」 - De ta! Ningen roketto no maki                   | 17 luglio 1983    |         |
| 17 | 「恐怖！ロビン必殺技の巻」 - Kyoufu! Robin hissatsu waza no maki「死のコースの巻」 - Shi no koosu no maki                                | 24 luglio 1983    |         |
| 18 | 「電気アンマの地獄だぜの巻」 - Denki anma no jigoku da ze no maki「キン肉マン逆転なるか？の巻」 - Kinnikuman gyakuten naru ka? No maki   | 31 luglio 1983    |         |
| 19 | 「世界へ翔くキン肉マンの巻」 - Sekai e kaku Kinnikuman no maki「ハワイ！カメハメの謎の巻」 - Hawai! Kamehame no nazo no maki             | 7 agosto 1983     |         |
| 20 | 「７秒フォール！の巻」 - 7 byou fooru! No maki「ノーロープデスマッチの巻」 - Noo roopu desumatchi no maki                                | 14 agosto 1983    |         |
| 21 | 「ファイト一発キン肉マンの巻」 - Faito ippatsu Kinnikuman no maki「必殺技・風林火山の巻」 - Hissatsu waza - Fuu Rin Ka Zan no maki       | 28 agosto 1983    |         |
| 22 | 「超人同盟を倒せ！の巻」 - Choujin domei wo tao se! No maki「危うしスグルの巻」 - Ayaushi Suguru no maki                                 | 4 settembre 1983  |         |
| 23 | 「恐怖のマジシャン登場の巻」 - Kyoufu no majishan tojou no maki「４番目の殺人技の巻」 - 4 banme no satsujin waza no maki                 | 11 settembre 1983 |         |
| 24 | 「テンドーン対キン肉マンの巻」 - Tendoon tai Kinnikuman no maki「スカルポーズの秘密の巻」 - Sukaru Boozu no himitsu no maki              | 18 settembre 1983 |         |
| 25 | 「ロビンマスク再登場の巻」 - Robin Masuku saitoujou no maki「決闘！アマゾン大渓谷の巻」 - Kettou! Amazon daikeikoku no maki              | 25 settembre 1983 |         |
| 26 | 「地獄の空中デスマッチの巻」 - Jigoku no kuuchuu desumatchi no maki「ロビンマスクの最後の巻」 - Robin Masuku no saigo no maki            | 2 ottobre 1983    |         |
| 27 | 「再び超人オリンピックの巻」 - Futatabi Choujin orinpikku no maki「怪力リキシマン登場の巻」 - Kairiki Rikishiman toujou no maki          | 9 ottobre 1983    |         |
| 28 | 「超人ふるい落としの巻」 - Choujin furui otoshi no maki「ガソリンプールに挑戦の巻」 - Gasorin puuru ni chousen no maki                   | 16 ottobre 1983   |         |
| 29 | 「キン肉版・愛と青春の巻」 - Kinnikuban - Ai to seishun no maki「新幹線をケッとばせの巻」 - Shikansen wo ketto ba se no maki             | 23 ottobre 1983   |         |
| 30 | 「最終予選・超人落しの谷の巻」 - Saishuu yosen - Choujin otoshi no tani no maki「死のローラーゲームの巻」 - Shi no rooraa geemuu no maki | 30 ottobre 1983   |         |
| 31 | 「ゴール前の死闘の巻」 - Gooru sen no shitou no maki「超人はパチンコ玉の巻」 - Choujin wa Pachinko tama no maki                          | 6 novembre 1983   |         |
| 32 | 「ウォーズマン・鉄のツメの巻」 - Woozuman - Tetsu no tsume no maki「見たか！ロウ固め殺法の巻」 - Mitaka! Rou katame satsuhou no maki     | 13 novembre 1983  |         |
| 33 | 「ブロッケンＪｒの挑戦の巻」 - Burokken Jr no chousen no maki「出た！キン肉マン必殺技の巻」 - De ta! Kinnikuman hissatsu waza no maki    | 20 novembre 1983  |         |
| 34 | 「コンクリーデスマッチの巻」 - Konkurii desumatchi no maki「ブロッケンＪｒ猛攻の巻」 - Burokken Jr moukou no maki                        | 27 novembre 1983  |         |
| 35 | 「秘技・万里の長城の巻」 - Higi - Banri no choujou no maki「米ソ超人激突！の巻」 - Beiso Choujin gekitotsu! No maki                      | 4 dicembre 1983   |         |
| 36 | 「ベンキーマンの罠の巻」 - Benkiman no wana no maki「ラーメンマンは真の超人の巻」 - Ramenman wa shinno Choujin no maki                   | 11 dicembre 1983  |         |
| 37 | 「スモウ超人リキシマンの巻」 - Sumou Choujin Rikishiman no maki「土俵際にかけろ！の巻」 - Dohyougiwa ni kakero! No maki                  | 18 dicembre 1983  |         |
| 38 | 「棺桶デスマッチの巻」 - Kanoke desumatchi no maki「戦う機械超人の巻」 - Tatatkau kikai Choujin no maki                                  | 8 gennaio 1984    |         |
| 39 | 「死のベアークローの巻」 - Shi no Beaa Kuroo no maki「スクランブル・ソフト返しの巻」 - Sukuranburu - Sofuto kashi no maki                | 8 gennaio 1984    |         |
| 40 | 「覆面はぎデスマッチ！の巻」 - Fukumen hagi desumatchi! No maki「ラーメンマンとの誓いの巻」 - Ramenman to no chikai no maki              | 15 gennaio 1984   |         |
| 41 | 「パロ・スペシャルを破れの巻」 - Paro - Supesharu wo yabure no maki「出た！キン肉バスターの巻」 - De ta! Kinniku basutaa no maki         | 22 gennaio 1984   |         |
| 42 | 「決戦の日きたる！の巻」 - Kessen no hi kitaru! No maki「バラクーダの正体は！？の巻」 - Barakuuda no shoutai wa!? No maki                | 29 gennaio 1984   |         |
| 43 | 「恐怖！コンピュータ超人の巻」 - Kyoufu! Konpyuuta Choujin no maki「引き裂かれたマスクの巻」 - Hikisa kareta masuku no maki              | 5 febbraio 1984   |         |
| 44 | 「極意・キン肉ガードの巻」 - Gokui - Kinniku gaado no maki「最大のピンチ！の巻」 - Saidai no pinchi! No maki                             | 12 febbraio 1984  |         |
| 45 | 「ロビンマスクの復讐の巻」 - Robin Masuku no fukushuu no maki「火事場のクソ力！の巻」 - Kajiba no kuso chikara! No maki                  | 19 febbraio 1984  |         |
| 46 | 「死闘９０分！一本勝負の巻」 - Shitou 90 fun! Ipponshoubu no maki「ギブアップ！？キン肉マンの巻」 - Gibu appu!? Kinnikuman no maki       | 26 febbraio 1984  |         |
| 47 | 「奇跡を呼ぶ炎の魂！！の巻」 - Kiseki wo yobu honoo no tamashii!! No maki「史上初！Ｖ２の巻」 - Shijou hatsu! V2 no maki                 | 4 marzo 1984      |         |

#### Seconda stagione (1984-1986)
| Nº | Giapponese 「Kanji」 - Rōmaji | In onda          | In onda |
| Nº | Giapponese 「Kanji」 - Rōmaji | Giapponese       |         |
| 48 | 「出現！！七人の悪魔超人の巻」 - Shuuban!! Shichinin no akuma Choujin no maki「バラバラにされたミートの巻」 - Barabara ni sareta miito no maki | 11 marzo 1984    |         |
| 49 | 「悪魔超人シリーズ始まるの巻」 - Akuma Choujin shiriizu hajimaru no maki「地獄のステカセキングの巻」 - Jigoku no sutekase kingu no maki        | 18 marzo 1984    |         |
| 50 | 「悪魔のシンフォニーの巻」 - Akuma no Shinfonii no maki「秘技！三分殺しの巻」 - Higi! Sanpun koroshi no maki                                   | 25 marzo 1984    |         |
| 51 | 「悪魔超人ブラックホールの巻」 - Akuma Choujin burakku hooru no maki「戦慄の四次元レスリングの巻」 - Senritsu no yojigen resuringu no maki     | 1º aprile 1984   |         |
| 52 | 「影の殺し屋！分身技の巻」 - Kage no Koroshiya! Bunshin waza no maki「生か死か！？暗黒の落し穴の巻」 - Ika Shika!? Ankoku no otoshiana no maki | 8 aprile 1984    |         |
| 53 | 「やった！！イエローホールの巻」 - Yatta! Ieroo hooru no maki「私は永遠に不滅です！！の巻」 - Watashi wa eien ni fumetsu desu!! No maki        | 15 aprile 1984   |         |
| 54 | 「アイドル超人対悪魔超人の巻」 - Aidoru Choujin tai akuma Choujin no maki「総攻撃！！悪魔超人の巻」 - Soukougeki!! Akuma Choujin no maki       | 22 aprile 1984   |         |
| 55 | 「恐怖のデビルトムボーイの巻」 - Kyoufu no Debiru Tomubooi no maki「水中大作戦の巻」 - Suichuu dai sakusen no maki                             | 29 aprile 1984   |         |
| 56 | 「恐怖！！ミイラパッケージの巻」 - Kyoufu!! Miira pakkegi no maki「必殺技！！キバ地獄の巻」 - Hissatsu waza!! Kiba jigoku no maki              | 6 maggio 1984    |         |
| 57 | 「謎の超人の正体は！？の巻」 - Nazo no Choujin no shoutai wa!? No maki「伝家の宝刀・ベアクローの巻」 - Denka no houtou - Bea Kuroo no maki     | 13 maggio 1984   |         |
| 58 | 「甦った人間の心の巻」 - Yomigaetta ningen no kokoro no maki「ダブルベアクローの巻」 - Daburu Bea Kuroo no maki                                | 20 maggio 1984   |         |
| 59 | 「谷底に落ちたテリーマン」 - Tanisoko ni rakusa ta Teriiman「謎の赤い斑点！の巻」 - Nazo no akai hanten! No maki                               | 27 maggio 1984   |         |
| 60 | 「悪魔超人血しばりの巻」 - Akuma Choujin chi shibari no maki「強烈セントへレンズ噴火の巻」 - Kyourotsu Sento Herenzu funka no maki             | 3 giugno 1984    |         |
| 61 | 「ミートを救えキン肉マンの巻」 - Miito wo sukue Kinnikuman no maki「謎の超人モンゴルマンの巻」 - Nazo no Choujin Mongoruman no maki            | 10 giugno 1984   |         |
| 62 | 「地獄のシャワーの巻」 - Jigoku no shawaa no maki「全開！1000万パワーの巻」 - Zenkai! 1000 man pawaa no maki                                   | 17 giugno 1984   |         |
| 63 | 「ロングホーンの秘密の巻」 - Rongu hoon no himitsu no maki「火事場の逆噴射の巻」 - Kajiba no gyakufunsha no maki                               | 24 giugno 1984   |         |
| 64 | 「切り裂かれたリングの巻」 - Kiri chikareta ringu no maki「出た！新キン肉バスターの巻」 - De ta! Shin Kinniku basutaa no maki                  | 1º luglio 1984   |         |
| 65 | 「タイムリミット１秒前！！の巻」 - Taimu rimitto 1 byou sen!! No maki「リングは男の友情の巻」 - Ringu wa otoko no yuujou no maki               | 8 luglio 1984    |         |
| 66 | 「伝説の黄金マスクの巻」 - Densetsu no Kogane Masuku no maki「悪魔騎士の挑戦の巻」 - Akuma Kishi no chousen no maki                            | 7 ottobre 1984   |         |
| 67 | 「怪奇！ワニ地獄の巻」 - Kaiki! Wani jigoku no maki「脱皮超人スニゲーターの巻」 - Dappi Choujin Sunigeetaa no maki                             | 14 ottobre 1984  |         |
| 68 | 「凶悪！！エリマキトカゲの巻」 - Kyouaku!! Erimakitokage no maki「スニゲーターの正体の巻」 - Sunigeetaa no shoutai no maki                     | 21 ottobre 1984  |         |
| 69 | 「奇蹟を呼ぶ銀マスク の巻」 - Kiseki wo yobu Shirogane Masuku no maki「命あげます土俵入り の巻」 - Inochi age masu dohyou iri no maki          | 28 ottobre 1984  |         |
| 70 | 「宇宙地獄プラネットマン の巻」 - Uchuu Jigoku Puranetoman no maki「正義超人全滅か?! の巻」 - Seigi Choujin zenmetsu ka?! No maki              | 4 novembre 1984  |         |
| 71 | 「ジェロニモのおたけび の巻」 - Jeronimo no otakebi no maki「地獄の底まで追いかけろ の巻」 - Jigoku no soko made oi kakero no maki             | 11 novembre 1984 |         |
| 72 | 「死の五重リング の巻」 - Shi no gojuu ringu no maki「反撃!ジャンクマン の巻」 - Hangeki! Jankuman no maki                                     | 18 novembre 1984 |         |
| 73 | 「見たか!このロビン戦法 の巻」 - Mitaka! Kono Robin senpou no maki「ザ・ニンジャくも糸縛り の巻」 - Za ninja kumoito shibari no maki           | 25 novembre 1984 |         |
| 74 | 「出た!ベルリンの赤い雨 の巻」 - Yatta! Berurin no akai ame no maki「地獄技アシュラバスター の巻」 - Jigoku waza Ashura basutaa no maki        | 2 dicembre 1984  |         |
| 75 | 「奪われた両腕 の巻」 - Ubawareta moroude no maki「危うし!ウォーズマン の巻」 - Ayaushi! Uoozuman no maki                                      | 9 dicembre 1984  |         |
| 76 | 「死を覚悟したテリーマン の巻」 - Shi wo kakugo shita Teriiman no maki「猛攻!ジェロニモ の巻」 - Moukou! Jeronimo no maki                      | 16 dicembre 1984 |         |
| 77 | 「殺人技地獄のピラミッド の巻」 - Satsujin waza jigoku no piramiddo no maki「不死身の超人魂 の巻」 - Fujimi no Choujin tamashii no maki        | 23 dicembre 1984 |         |
| 78 | 「黄金マスクのナゾ の巻」 - Kogane Masuku no nazo no maki「悪魔将軍登場 の巻」 - Akuma Shougun toujou no maki                                  | 30 dicembre 1984 |         |
| 79 | 「炸裂!地獄の断頭台 の巻」 - Sakuretsu! Jigoku no dantoudai no maki「復活!バッファローマン の巻」 - Fukkatsu! Baffarooman no maki              | 6 gennaio 1985   |         |
| 80 | 「嵐を呼ぶクモの巣地獄 の巻」 - Arashi wo yobu kumo no su jigoku no maki「破れたり!キン肉バスター の巻」 - Yaburetari! Kinniku basutaa no maki | 13 gennaio 1985  |         |
| 81 | 「アシュラバスターを破れ の巻」 - Ashura basutaa wo yabure no maki「バッファローマン反逆! の巻」 - Baffarooman hangyaku! No maki               | 20 gennaio 1985  |         |
| 82 | 「猛特訓!新必殺技!! の巻」 - Moutokkun! Shin hissatsuwaza!! No maki「直撃!スカルクラッシュ の巻」 - Choukugeki! Sukaru kurasshu no maki        | 27 gennaio 1985  |         |
| 83 | 「悪魔将軍は軟体超人 の巻」 - Akuma Shougun wa nantai Choujin no maki「ネオキン肉バスター炸裂 の巻」 - Neo Kinniku basutaa sakuretsu no maki   | 3 febbraio 1985  |         |
| 84 | 「炸裂ダイアモンドパワー の巻」 - Sakuretsu daiyamondo pawaa no maki「火事場のメガトンパンチ の巻」 - Kajiba no Megaton panchi no maki         | 10 febbraio 1985 |         |
| 85 | 「生き残りデスマッチ の巻」 - Ikinokori desumatchi no maki「委員長の友情 の巻」 - Iinchou no yuujou no maki                                    | 17 febbraio 1985 |         |
| 86 | 「キン肉マンVS悪魔将軍 の巻」 - Kinnikuman VS Akuma Shougun no maki「正義と友情の勝利 の巻」 - Seigi to yuujou no shouri no maki               | 24 febbraio 1985 |         |

#### Terza stagione (1985-1986)
| Nº  | Giapponese 「Kanji」 - Rōmaji | In onda           | In onda |
| Nº  | Giapponese 「Kanji」 - Rōmaji | Giapponese        |         |
| 87  | 「夢のタッグトーナメント の巻」 - Yume no taggu toonamento no maki「挑戦!三つの関門 の巻」 - Chousen! Mittsu no kanmon no maki                                               | 1985              |         |
| 88  | 「キン肉マングレート登場 の巻」 - Kinnikuman Gureeto toujou no maki「大暴れ!地獄のコンビ の巻」 - Daiabare! Jigoku no konbi no maki                                          | 14 aprile 1985    |         |
| 89  | 「恐るべし四次元のワナ の巻」 - Osorubeshi! Yojigen no wana no maki「危うし!キン肉マングレート の巻」 - Ayaushi! Kinnikuman Gureeto no maki                                  | 21 aprile 1985    |         |
| 90  | 「驚異マッスルドッキング の巻」 - Kyoui massuru dokkingu no maki「戦慄!完璧超人 の巻」 - Senritsu! Kanpeki Choujin no maki                                                   | 28 aprile 1985    |         |
| 91  | 「血を吹く地獄のネジ廻し の巻」 - Chi wo fuku jigoku no neji mawashi no maki「首領(どん)出現! の巻」 - Shuryou shutsugen no maki                                             | 5 maggio 1985     |         |
| 92  | 「ビッグ・ザ・武道の正体 の巻」 - Biggu za budou no shoutai no maki「荒技!ロビンスペシャル の巻」 - Arawaza! Robin supesharu no maki                                         | 12 maggio 1985    |         |
| 93  | 「はがされたマスク の巻」 - Hagasareta Masuku no maki「逆襲!ロビンマスク の巻」 - Gyakushuu! Robin Masuku no maki                                                            | 19 maggio 1985    |         |
| 94  | 「ニュー・テリーマン誕生 の巻」 - Nyuu Teriiman tanjou no maki「食らえ!竜巻地獄 の巻」 - Kurae! Tatsumaki jigoku no maki                                                     | 26 maggio 1985    |         |
| 95  | 「呪いのローラー作戦 の巻」 - Noroi no rooraa sakusen no maki「地獄の砂団子 の巻」 - Jigoku no suna dango no maki                                                            | 2 giugno 1985     |         |
| 96  | 「テリーマン甦る の巻」 - Teriiman yomigaeru no maki「血に飢えた悪魔コンビ の巻」 - Chi ni ueta akuma konbi no maki                                                          | 9 giugno 1985     |         |
| 97  | 「地獄のクロスライン炸裂 の巻」 - Jigoku no kurosurain sakuretsu no maki「キン肉マングレートの正体 の巻」 - Kinnikuman Gureeto no shoutai no maki                            | 16 giugno 1985    |         |
| 98  | 「準決勝始まる! の巻」 - Junkesshou hajimaru! No maki「ランバージャックデスマッチ の巻」 - Ranbaa Jyakku desumatchi no maki                                                  | 23 giugno 1985    |         |
| 99  | 「苦悩のテリーマン の巻」 - Kunou no Teriiman no maki「キン肉マングレート復活 の巻」 - Kinnikuman Gureeto fukkatsu no maki                                                   | 30 giugno 1985    |         |
| 100 | 「サンシャインマグナム の巻」 - Sanshain Magunamu no maki「極意!タヌキ寝入り殺法 の巻」 - Gokui! Tanukineiri satsu shubou no maki                                            | 7 luglio 1985     |         |
| 101 | 「魔界のプリンス の巻」 - Makai no purinsu no maki「恐怖のアシュラ火玉弾 の巻」 - Kyoufu no Ashura hidama tama no maki                                                       | 14 luglio 1985    |         |
| 102 | 「破れたり呪いのローラー の巻」 - Yabure tari noroi no rooraa no maki「悪魔将軍よみがえる!? の巻」 - Akuma Shougun yomigaeru!? No maki                                       | 21 luglio 1985    |         |
| 103 | 「燃えあがる悪魔霊術 の巻」 - Moeagaru Akuma reijutsu no maki「アシュラマン泣く! の巻」 - Ashuraman naku! No maki                                                            | 28 luglio 1985    |         |
| 104 | 「友情のコンビネーション の巻」 - Yuujou no konbineeshon no maki「サンシャインの最後 の巻」 - Sanshain no saigo no maki                                                      | 4 agosto 1985     |         |
| 105 | 「残酷!鉄条網マッチ の巻」 - Zangoku! Tetsujoumou matchi no maki「危うし!モンゴルマン の巻」 - Ayaushi! Mongoruman no maki                                                   | 11 agosto 1985    |         |
| 106 | 「甦ったロングホーン の巻」 - Yomigaetta rongu hoon no maki「崩壊!マウンテンリング の巻」 - Houkai! Maunten ringu no maki                                                    | 18 agosto 1985    |         |
| 107 | 「ピラミッドリング出現! の巻」 - Piramiddo ringu shotsugen! No maki「北海道空中に飛び出す! の巻」 - Hokkaidou kuuchuu ni tobidasu! No maki                                   | 6 ottobre 1985    |         |
| 108 | 「ピラミッドリングの謎 の巻」 - Piramiddo ringu no nazo no maki「必殺!サンダーサーベル の巻」 - Hissatsu! Sandaa Saaberu no maki                                             | 13 ottobre 1985   |         |
| 109 | 「バッファローマンの友情 の巻」 - Baffarooman no yuujou no maki「磁気嵐クロスボンバー の巻」 - Jikiarashi Kurosu Bonbaa no maki                                              | 20 ottobre 1985   |         |
| 110 | 「ラーメンマンは死なず! の巻」 - Ramenman washi nazu! No maki「奪われたキン肉マンの腕 の巻」 - Ubawareta Kinnikuman no maki                                                  | 27 ottobre 1985   |         |
| 111 | 「友情のロングホーン の巻」 - Yuujou no rongu hoon no maki「決勝!ソードデスマッチ の巻」 - Kesshou! Soodo desumatchi no maki                                                 | 3 novembre 1985   |         |
| 112 | 「無制限三本勝負 の巻」 - Museigen sanponshoubu no maki「火事場の頭脳プレー の巻」 - Kajiba no zonou puree no maki                                                           | 10 novembre 1985  |         |
| 113 | 「マスク狩り・残り30秒 の巻」 - Masuku gari - Noiri 30 byou no maki「炸裂!磁気クラッシュ の巻」 - Sakuretsu! Jiki kurashu no maki                                            | 17 novembre 1985  |         |
| 114 | 「初の敗北! の巻」 - Hatsu no haiboku! No maki「アシュラマンの友情 の巻」 - Ashuraman no yuujou no maki                                                                      | 24 novembre 1985  |         |
| 115 | 「復活!ザ・マシンガンズ の巻」 - Fukkatsu! Za mashinganzu no maki「マスク・ジ・エンド の巻」 - Masuku zi endo no maki                                                        | 1º dicembre 1985  |         |
| 116 | 「見た!キン肉マンの素顔 の巻」 - Mita! Kinnikuman no sugao no maki「ネプチューンキング出現 の巻」 - Nepuchyuun Kingu shutsugen no maki                                       | 8 dicembre 1985   |         |
| 117 | 「くし刺し!テリーマン の巻」 - Kushizashi! Teriiman no maki「奇跡を呼ぶ友情パワー の巻」 - Kiseki wo yobu yuujou pawaa no maki                                               | 15 dicembre 1985  |         |
| 118 | 「火事場の段違い平行棒 の巻」 - Kajiba no danchigai heikoubu no maki「アポロンウィンドウの謎 の巻」 - Aporon Uindou no nazo no maki                                          | 22 dicembre 1985  |         |
| 119 | 「前方後円墳に鍵をかけろ の巻」 - Zenpoukou enbun ni kagi wo kakero no maki「光り輝くトロフィー! の巻」 - Hikari kagayuki torofi! No maki                                    | 29 dicembre 1985  |         |
| 120 | 「プリンスキン肉丸・転覆 の卷」 - Purinsu Kinniku maru - Tenpuku no maki「ザ・サイコー超人軍団出現 の卷」 - Za saikoo Choujin gunden shutsugen no maki                       | 5 gennaio 1986    |         |
| 121 | 「軍師ヤマカーン登場 の卷」 - Gunshi Yama Kaan toujou no maki「変身超人カレイヤス の卷」 - Henshin Choujin Kareiyasu no maki                                                 | 12 gennaio 1986   |         |
| 122 | 「溶かされたキン肉マン の卷」 - Youka sareta Kinnikuman no maki「大乱戦!マリはどこに? の卷」 - Dairansen! Mari wa dokoni? No maki                                            | 19 gennaio 1986   |         |
| 123 | 「出た!サイコージョーズ の卷」 - Deta! Saikoo joozu no maki「ヤマカーンとの一騎打ち の卷」 - Yama Kaan to no ikkiuchi no maki                                                | 26 gennaio 1986   |         |
| 124 | 「最強!サイコーワープ の卷」 - Saikyou! Saikoo wapu no maki「正義超人よ・永遠なれ! の卷」 - Seigi Choujin yo - Eien nare! No maki「超人ビッグファイト」 - Chōjin biggu faito | 2 febbraio 1986   |         |
| 125 | 「2人のキン肉マン あれっ!?の卷」 - 2 nin no Kinnikuman!? No maki「守れ!正義の剣(つるぎ) の卷」 - Mamore! Seigi no ken no maki                                                | 22 aprile 1986    |         |
| 126 | 「棺桶配達人ダーティバロン の卷」 - Kanoke haitatsunin Daati Baron no maki「火花散る地獄のリング の卷」 - Hibana chiru jigoku no ringu no maki                               | 29 aprile 1986    |         |
| 127 | 「休火山大爆発!? の卷」 - Kyuukazan dai bakuhatsu!? No maki「夜霧のワイルドバクト の卷」 - Yogiri no Wairudo Bakuto no maki                                                  | 20 maggio 1986    |         |
| 128 | 「極悪!!バクトトランプ の卷」 - Gokuaku!! Bakuto toranpu no maki「生きていたダーティバロン の卷」 - Iki dei ta Daati Baron no maki                                           | 27 maggio 1986    |         |
| 129 | 「恐怖の三次元トランプ の卷」 - Kyōfu no sanjigen toranpu no maki「ズタボロ!テリーマン の卷」 - Zutaboro! Teriiman no saki                                                   | 17 giugno 1986    |         |
| 130 | 「衝撃!ニューロングホーン の卷」 - Shuugeki! Nyuu rongu hoon no maki「悪魔になったバッファローマン の卷」 - Akuma ni natta Baffarooman no maki                               | 1º luglio 1986    |         |
| 131 | 「ラーメンマンの決意 の卷」 - Ramenman no ketsui no maki「必殺技・広州大水車 の卷」 - Hissatsu waza - Koushuu dai suisha no maki                                             | 15 luglio 1986    |         |
| 132 | 「串刺し!ラーメンマン の卷」 - Kushizashi! Ramenman no maki「四川・大昇竜! の卷」 - Shisen - Dai Shouryuu! No maki                                                           | 22 luglio 1986    |         |
| 133 | 「不利だっ!変則タッグマッチ の卷」 - Furi daa! Hensoku taggu matchi no maki「スカイデビルの大怪獣 の卷」 - Sukai Debiru no dai kaijuu no maki                                | 29 luglio 1986    |         |
| 134 | 「絶体絶命!ロビンマスク の卷」 - Zettaizetsumei! Robin Masuku no maki「千人咬み殺しのブルドッキー の卷」 - Sanningami Koroshi no buru dokkii no maki                         | 2 settembre 1986  |         |
| 135 | 「怒れ!ブロッケンJr の卷」 - Ikare! Burokken Jr no maki「脅威!死神の七つ道具 の卷」 - Kyoui! Shinigami no nanatsu dougu no maki                                              | 16 settembre 1986 |         |
| 136 | 「見よ!世紀の一大決戦 の卷」 - Miyo! Seiki no ichidai kessen no maki「火事場のクソ力+α の卷」 - Kajiba no kuso chikara no maki                                               | 23 settembre 1986 |         |
| 137 | 「ロングホーン乱れ打ち! の卷」 - Rongu hoon midare uchi! No maki「正義の剣はだれの手に!? の卷」 - Seigi no ken wa dare no teni!? No maki                                     | 1º ottobre 1986   |         |

### Kinnikuman: Kinniku-sei ōi sōdatsu-hen

#### Quarta stagione (1991-1992)
| Nº | Giapponese 「Kanji」 - Rōmaji                                                                           | In onda           | In onda |
| Nº | Giapponese 「Kanji」 - Rōmaji                                                                           | Giapponese        |         |
| 1  | 「キン肉星王位戴冠式の異変!! の巻」 - Kinniku-sei oui taikanshiki no ihen!! No maki                     | 6 ottobre 1991    |         |
| 2  | 「城取り合戦! 邪悪な神の陰謀!! の巻」 - Shiro tori kassen! Ja'aku na kami no inbou!! No maki            | 13 ottobre 1991   |         |
| 3  | 「ゴングは鳴った! 決戦5対2の巻」 - Gongu wa natta! Kessen go tai ni no maki                             | 20 ottobre 1991   |         |
| 4  | 「恐るべし! 超人ホークマンの巻」 - Osorubeshi! Choujin Hōkuman no maki                                  | 27 ottobre 1991   |         |
| 5  | 「危うし! 火事場のクソ力の巻」 - Aya'ushi! Kajiba no kuso djikara                                       | 10 novembre 1991  |         |
| 6  | 「奇跡! 超人墓場からの脱出の巻」 - Kiseki! Choujin hakaba kara no dasshuu no maki                       | 17 novembre 1991  |         |
| 7  | 「ミート大奮戦! つかめ勝利をの巻」 - Miito dai fuusen! Tsukame shouri wo no maki                        | 24 novembre 1991  |         |
| 8  | 「間に合うか? 友情パワー全開の巻」 - Mani'au ka? Yuujou pawā zenkai no maki                             | 1º dicembre 1991  |         |
| 9  | 「夢よ届け! マッスル友情同盟の巻」 - Yume yo todoke! Massuru yuuhou doumei no maki                      | 8 dicembre 1991   |         |
| 10 | 「神秘な光!? 燃えるテキサス魂の巻」 - Shinpi na hikari!? Moeru tekisasu tamashii no maki                | 15 dicembre 1991  |         |
| 11 | 「必殺! マッスルリベンジャーの巻」 - Hissatsu! Massuru ribenjā no maki                                  | 22 dicembre 1991  |         |
| 12 | 「たてロビン! 過去からの叫びの巻」 - Tate Robin! Kako kara no sakebi no maki                            | 12 gennaio 1992   |         |
| 13 | 「真紅に染まる純白のマントの巻」 - Shinku ni somaru junpaku no manto no maki                            | 19 gennaio 1992   |         |
| 14 | 「意外な敵!? 超人血盟軍登場の巻」 - Igai na kataki!? Choujin chimeigun toujou no maki                   | 26 gennaio 1992   |         |
| 15 | 「友を救え! ウォーズマン復活の巻」 - Tomo wo sukue! Wōzuman fukkatsu no maki                            | 2 febbraio 1992   |         |
| 16 | 「嗚呼! リングに飛び散る血の嵐の巻」 - Aa! Ringu ni tobichiru chi no arashi no maki                     | 16 febbraio 1992  |         |
| 17 | 「生か死か!? 二つの友情パワーの巻」 - I ka shi ka!? Futatsu no yuujou pawā no maki                      | 23 febbraio 1992  |         |
| 18 | 「敵か味方か!? 2人のバイクマンの巻」 - Kataki ka mikata ka!? Futari no baikuman no maki                 | 1º marzo 1992     |         |
| 19 | 「命再び! 生きろラーメンマン!! の巻」 - Inochi futatabi! Ikiro Rāmenman!! No maki                       | 8 marzo 1992      |         |
| 20 | 「恐るべき予言!? 1992年3月...の巻」 - Osorubeki yogen!? Sen-kyuuhyaku-kyuujuuni-nen sangatsu... no maki | 15 marzo 1992     |         |
| 21 | 「予言的中! 死の熱闘ロードの巻」 - Yogen tekichuu! Shi no nettou rōdo no maki                           | 22 marzo 1992     |         |
| 22 | 「悪魔天使!? 二重人格ゼブラの巻」 - Akuma tenshi!? Nijuu-jinkaku Zebura no maki                         | 29 marzo 1992     |         |
| 23 | 「大爆発!! 火事場の友情パワーの巻」 - Dai bakuhatsu!! Kajiba no yuujou pawā no maki                     | 5 aprile 1992     |         |
| 24 | 「骨まで溶けろ! カピラリア光線の巻」 - Hone made tokero! Kapiraria kousen no maki                       | 12 aprile 1992    |         |
| 25 | 「さらば! 燃え尽きたブロッケンの巻」 - Saraba! Moetsukita burokken no maki                              | 19 aprile 1992    |         |
| 26 | 「見たか!? これが真·友情パワーだ!! の巻」 - Mita ka!? Kore ga shin yuujou pawā da!! No maki             | 26 aprile 1992    |         |
| 27 | 「命より大切なもの! それが友情だ!! の巻」 - Inochi yori taisetsu na mono! Sore ga yuujou da!! No maki   | 3 maggio 1992     |         |
| 28 | 「燃える予言書! 消えるソルジャー!! の巻」 - Moeru yogensho! Kieru sorujā!! No maki                      | 10 maggio 1992    |         |
| 29 | 「弟よ! これがマッスル·スパークだ!! の巻」 - Ototo yo! Kore ga massuru supāku da!! No maki              | 17 maggio 1992    |         |
| 30 | 「死の特訓! 急げ大阪城決戦!! の巻」 - Shi no tokkun! Isoge ohsaka-jou kessen!! No maki                  | 24 maggio 1992    |         |
| 31 | 「超人魂! ネバー·ギブアップ!! の巻」 - Choujin tamashii! Nebā gibu appu!! No maki                       | 31 maggio 1992    |         |
| 32 | 「知恵と勇気! 魔法陣デスマッチの巻」 - Chie to yuuki! Mahoujin desumatchi no maki                       | 7 giugno 1992     |         |
| 33 | 「出るか!? 完璧マッスルスパークの巻」 - Deru ka!? Kanpeki massuru spāku no maki                         | 14 giugno 1992    |         |
| 34 | 「血の伝説! 死を呼ぶ二つの陰謀の巻」 - Chi no densetsu! Shi wo yobu futatsu no inbou no maki            | 21 giugno 1992    |         |
| 35 | 「中国四千年! ピラミッドパワーの巻」 - Chuugoku yosen-nen! Piramiddo pawā no maki                       | 28 giugno 1992    |         |
| 36 | 「超人ハンター! オメガマン現わるの巻」 - Choujin hantā! Omegaman arawaru no maki                        | 5 luglio 1992     |         |
| 37 | 「探せ! 偽王子の証拠!! の巻」 - Sagase! Nise ouji no shouko!! No maki                                   | 12 luglio 1992    |         |
| 38 | 「味方か!? サムライ見参の巻」 - Mikata ka!? Samurai kenzan no maki                                      | 19 luglio 1992    |         |
| 39 | 「さらば! 貴公子ロビンの巻」 - Saraba! Kikoushi Robin no maki                                           | 26 luglio 1992    |         |
| 40 | 「見たか! 地獄変身超人の巻」 - Mitaka! Jigoku henshin Choujin no maki                                   | 9 agosto 1992     |         |
| 41 | 「恩師カメハメとの対決の巻」 - Onshi Kamehame tono taiketsu no maki                                     | 16 agosto 1992    |         |
| 42 | 「ビビンバ、愛の告白!? の巻」 - Bibinba, ai no kokuhaku!? No maki                                       | 23 agosto 1992    |         |
| 43 | 「愛と死のメッセージ! の巻」 - Ai to shi no messēji! No maki                                            | 6 settembre 1992  |         |
| 44 | 「最終戦! 邪悪か正義かの巻」 - Saishuu-sen! Ja'aku ka seigi ka no maki                                  | 13 settembre 1992 |         |
| 45 | 「ネバー·ギブアップ!! の巻」 - Nebā gibu appu!! No maki                                                 | 20 settembre 1992 |         |
| 46 | 「キン肉マンよ永遠に!! の巻」 - Kinnikuman yo eien ni!! No maki                                         | 27 settembre 1992 |         |

### Kinnikuman Perfect Origin Arc

#### Prima stagione (2024)
| Nº | Titolo italiano (edizione Yamato Video / edizione Netflix) Giapponese 「Kanji」 - Rōmaji                                                           | In onda           | In onda |
| Nº | Titolo italiano (edizione Yamato Video / edizione Netflix) Giapponese 「Kanji」 - Rōmaji                                                           | Giapponese        |         |
| 0  | O, eterno Kinnikuman, dopo di te... / - 「キン肉マンよ永遠に……そして」 - Kinnikuman yo towa ni…… soshite                                           | 7 luglio 2024     |         |
| 1  | Si alza il sipario su una nuova storia! / Un nuovo capitolo di History Begins! 「新たな歴史の幕開け!!」 - Aratana rekishi no makuake!!             | 14 luglio 2024    |         |
| 2  | L'orribile Smembramento Perfetto Infernale / L'inferno del terribile Perfect Shredder! 「恐怖の完裂地獄!!」 - Kyōfu no kanretsu jigoku!!           | 21 luglio 2024    |         |
| 3  | Il tenace Texas Bronco / Il tenace Texas Bronco! 「執念のテキサス・ブロンコ!!」 - Shūnen no tekisasu buronko!!                                     | 28 luglio 2024    |         |
| 4  | All'assalto! Forze dei Chojin Diabolici! / Il raid degli Akuma Chojin! 「強襲！悪魔超人軍!!」 - Kyōshū! Akuma chōjin-gun!!                         | 4 agosto 2024     |         |
| 5  | L'orgoglio dei Chojin Diabolici! / L'orgoglio degli Akuma Chojin! 「悪魔超人の誇り!!」 - Akuma chōjin no hokori!!                                  | 11 agosto 2024    |         |
| 6  | L'ingannevole spazio quadridimensionale! / Il piano spaziale quadrimensionale! 「策略の四次元空間!!」 - Sakuryaku no yojigenkūkan!!                | 18 agosto 2024    |         |
| 7  | Conflitto! L'ideologia dei Chojin / Lo scontro tra le ideologie Chojin! 「衝突！ 超人たちのイデオロギー!!」 - Shōtotsu! Chōjin-tachi no Ideorogī!! | 25 agosto 2024    |         |
| 8  | Prima e ultima mossa speciale / Con la prima e l'ultima mossa-simbolo! 「最初で最後の必殺技!!」 - Saisho de saigo no Feibaritto!!                  | 1º settembre 2024 |         |
| 9  | Lo spirito non è stato appreso / Non hai imparato il cuore! 「学べなかった心!!」 - Manabenakatta kokoro!!                                          | 8 settembre 2024  |         |
| 10 | The Mountain! La volontà del Diavolo! / The Mountain: l'Orgoglio degli Akuma 「魔雲天！ 悪魔の意地!!」 - Maunten! Akuma no iji!!                   | 15 settembre 2024 |         |
| 11 | Un nuovo esercito di Grandi Numeri Perfetti / I nuovi Large Numbers! 「新たなる無量大数軍!!」 - Aratanaru Rāji Nanbāzu!!                           | 22 settembre 2024 |         |

#### Seconda stagione (2025)
| Nº | Titolo italiano (edizione Yamato Video / edizione Netflix) Giapponese 「Kanji」 - Rōmaji | In onda          | In onda |
| Nº | Titolo italiano (edizione Yamato Video / edizione Netflix) Giapponese 「Kanji」 - Rōmaji | Giapponese       |         |
| 12 | Battaglia a tre fazioni! Lo scontro mortale sulla piramide a gradoni ha inizio! / - 「三つ巴決戦！ 死闘開幕階段ピラミッド!!」 - Mitsudomoe kessen! Shitō kaimaku kaidan Piramiddo!!                               | 12 gennaio 2025  |         |
| 13 | L'anima dei Brocken! / Lo spirito della famiglia Brocken! 「ブロッケン一族の魂!!」 - Burokken ichizoku no tamashī!!                                                                                               | 19 gennaio 2025  |         |
| 14 | La fede di un nobile maestro di kenpo / La fede del nobile maestro di Kung Fu! 「高潔なる拳法家の信念!!」 - Kōketsunaru kenpō-ka no shin'nen!!                                                                    | 26 gennaio 2025  |         |
| 15 | Voce dalla quarta dimensione / La voce dalla quarta dimensione 「四次元からの声!!」 - Yojigen kara no koe!! | 2 febbraio 2025  |         |
| 16 | Il più forte Tag Team Diabolico, di nuovo! / Il ritorno del fortissimo Akuma Tag Team! 「悪魔最強タッグ再び!!」 - Akuma saikyō Taggu futatabi!!                                                                   | 9 febbraio 2025  |         |
| 17 | Avete visto, compagni? Vendicarsi a costo della vita! / Osservate, compagni! Una vendetta su cui scommettere la vita! 「見たか同志たち！命を賭した敵討ち!!」 - Mita ka dōshi-tachi! Inochi o toshita katakiuchi!! | 16 febbraio 2025 |         |
| 18 | La genesi dei Chojin / La genesi dei Chojin! 「超人創世記!!」 - Chōjin sōsei-ki!! | 23 febbraio 2025 |         |
| 19 | Corazzata inaffondabile / L'inaffondabile nave d'acciaio! 「鋼鉄の不沈艦!!」 - Kōtetsu no fuchin-kan!! | 2 marzo 2025     |         |
| 20 | Con gli insegnamenti del maestro nel cuore / - 「師の教えを胸に!!」 - Shi no oshie o mune ni!! | 16 marzo 2025    |         |
| 21 | Warsman Reboot / Il reboot di Warsman! 「ウォーズマン・リブート!!」 - Uōzuman Ribūto!! | 23 marzo 2025    |         |
| 22 | Combattere per vivere / Combattere per vivere! 「生きるための闘い!!」 - Ikiru tame no tatakai!! | 30 marzo 2025    |         |